# 다이아몬드 타워
다이아몬드 타워(영어: Diamond Tower)는 대한민국 부산광역시 중구 광복동의 용두산공원에 세워진 부산을 상징하는 관광탑으로 1973년 10월 11일에 완공되었다. 2021년까지는 부산타워로 불렸으나 이후 새단장을 하면서 현재 명칭으로 변경되었다.

## 역사
1972년, 부산시가 민간자본 유치계획에 따라 도원관광이 총 공사비 4억 2,500만원을 들여 10월 착공해서 1973년 10월 11일에 완공, 개관하였다.
2014년에는 시설 노후화로 현대화 사업이 필요하다는 여론에 따라 159억원을 들여 부산타워와 용두산공원 일대를 재정비했다. 2017년 2월에는 부산타워 민간사업자 공모에 CJ푸드빌이 선정되어 5년간 위탁운영을 맡기로 계약했으나 코로나 19로 인해 운영을 포기하면서 2021년 1월 1일에 부산타워는 문을 닫게 되었다.
2021년 12월 15일, 부산타워의 새 운영사 비엔그룹은 부산타워의 별칭을 다이아몬드 타워로 정하고 임시 개장하였다. 다이아몬드 타워는 광안대교 별칭 '다이아몬드 브릿지'에서 따온 것이다. 부산타워 맞은편에는 대선주조 브랜드 스토어인 'ㄷㅅ'이 개장했다. 현재 다이아몬드 타워는 정상 운영 중이다.

## 높이
완공 후 120m의 높이로 본다. 1973년 완공 당시 대한민국에서 가장 높은 탑이 되었다. 1975년 N서울타워가 완공된 후 부산타워보다 높은 탑이 되었다. 현재 부산에서 가장 높은 탑이다. 부산 용두산 높이는 49m이고 완공 후 탑이 더 높다.

## 특징
부산을 상징하는 이 탑은 해발 69m에 높이 120m로 세워졌으며 나상기 홍익대학교 교수가 설계하였다. 전망대로 가는 엘리베이터가 2대 있으며, 꼭대기 전망대는 총 2개 층으로 구성되어 있고, 이는 경주 불국사 다보탑 지붕에 얹혀 있는 보개(寶蓋)를 본떠 만들어졌다.
전망대에서는 부산항, 민주공원, 영도대교, 부산대교, 부산항, 자갈치시장, 남항대교, 오륙도 부산역등 부산 도심을 볼 수 있다. 맑은 날에는 대마도까지 보일 수 있다.
영업시간은 전망대는 오전 10시부터 오후 10시까지다. 오후 9시 30분은 발권마감이다. 관람하려면 요금이 있어야 한다. 일반 티켓은 대인 12,000원, 소인 9,000원, 경로 9,000원이다.

## 내부 시설
입구에서 전망대로 갈 수 있다.
| 층수     | 시설                          |
| -------- | ----------------------------- |
| 5층      | 전망대                        |
| 4층      | 증강현실                      |
| 2층      | 전시관                        |
| 1층      | 입구, 미디어월, 팝아트 포토존 |
| 지하 1층 | 직원전용                      |

## 갤러리

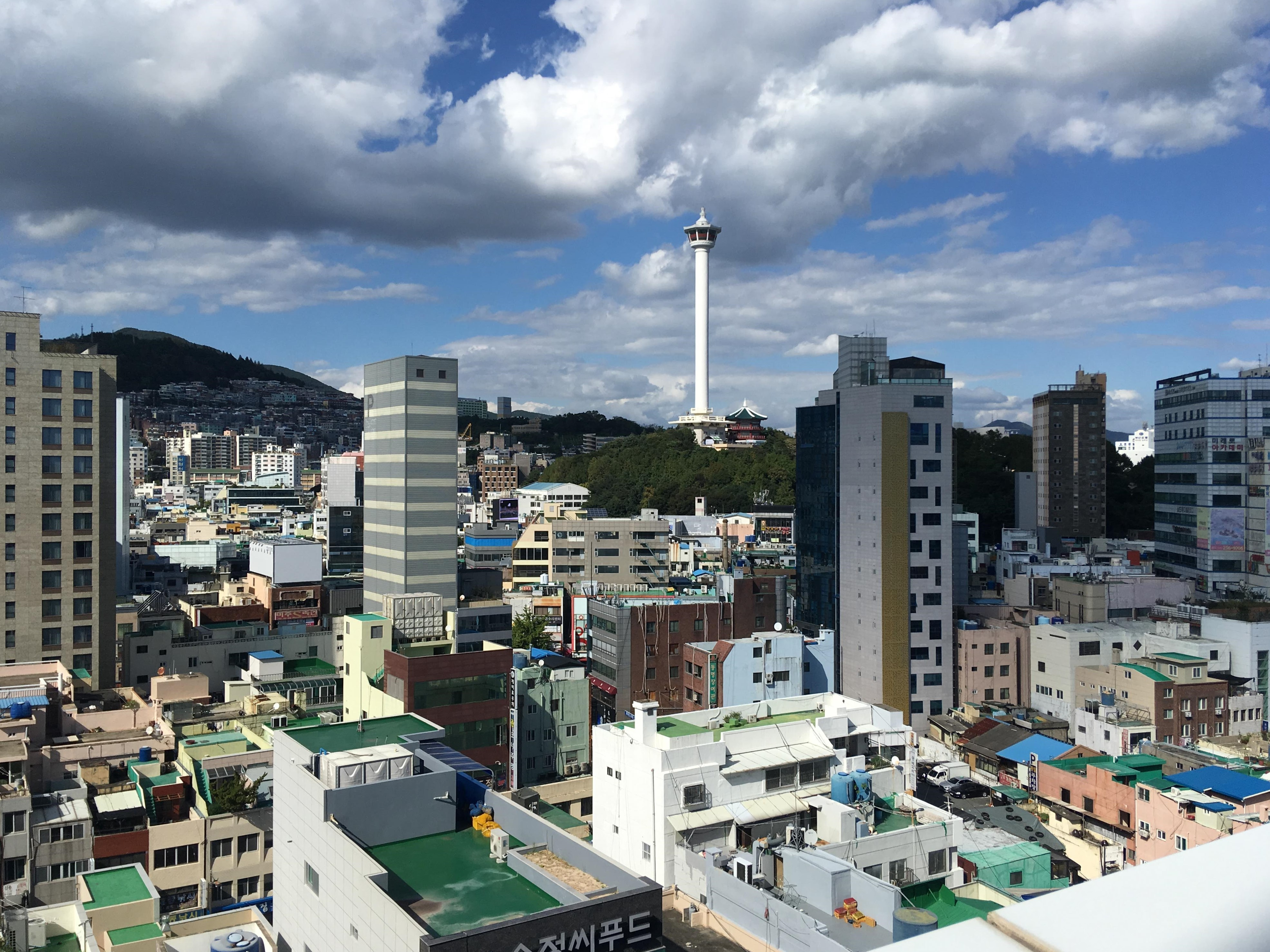
자갈치에서 본 용두산공원과 다이아몬드 타워
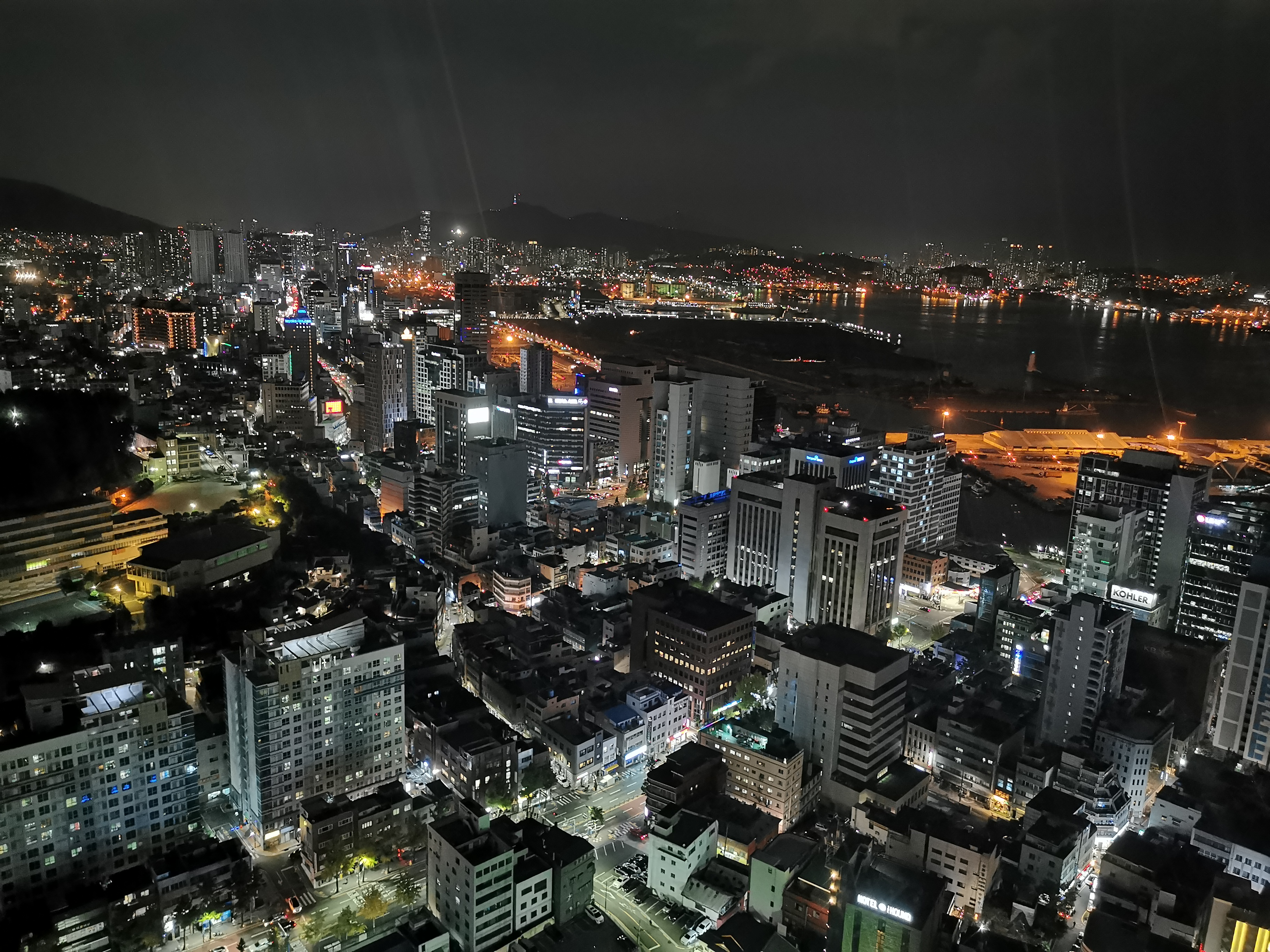
다이아몬드 타워에서 찍은 부산 야경
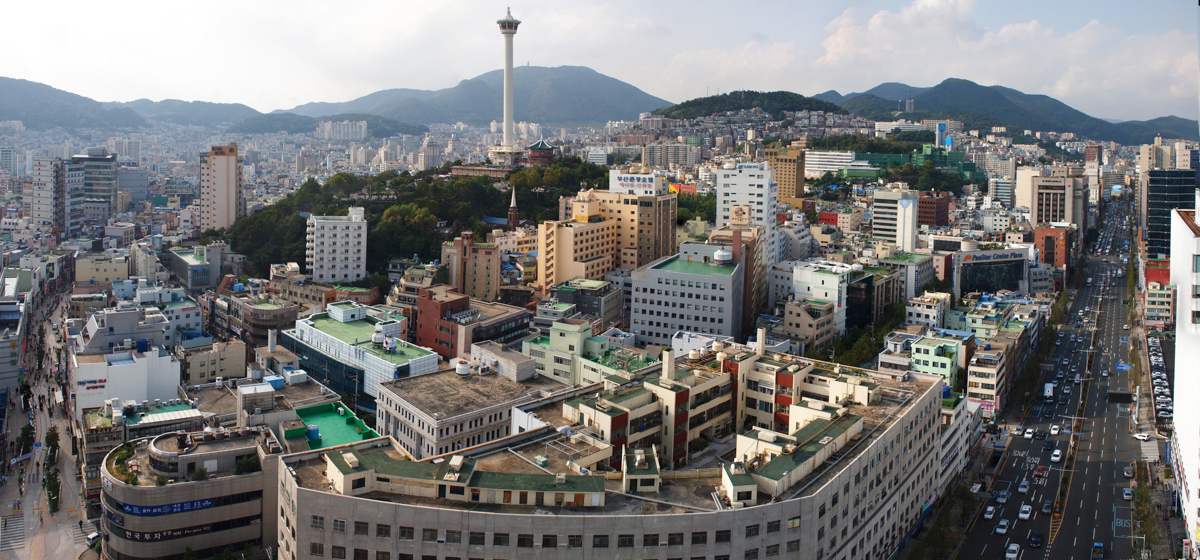
풍경
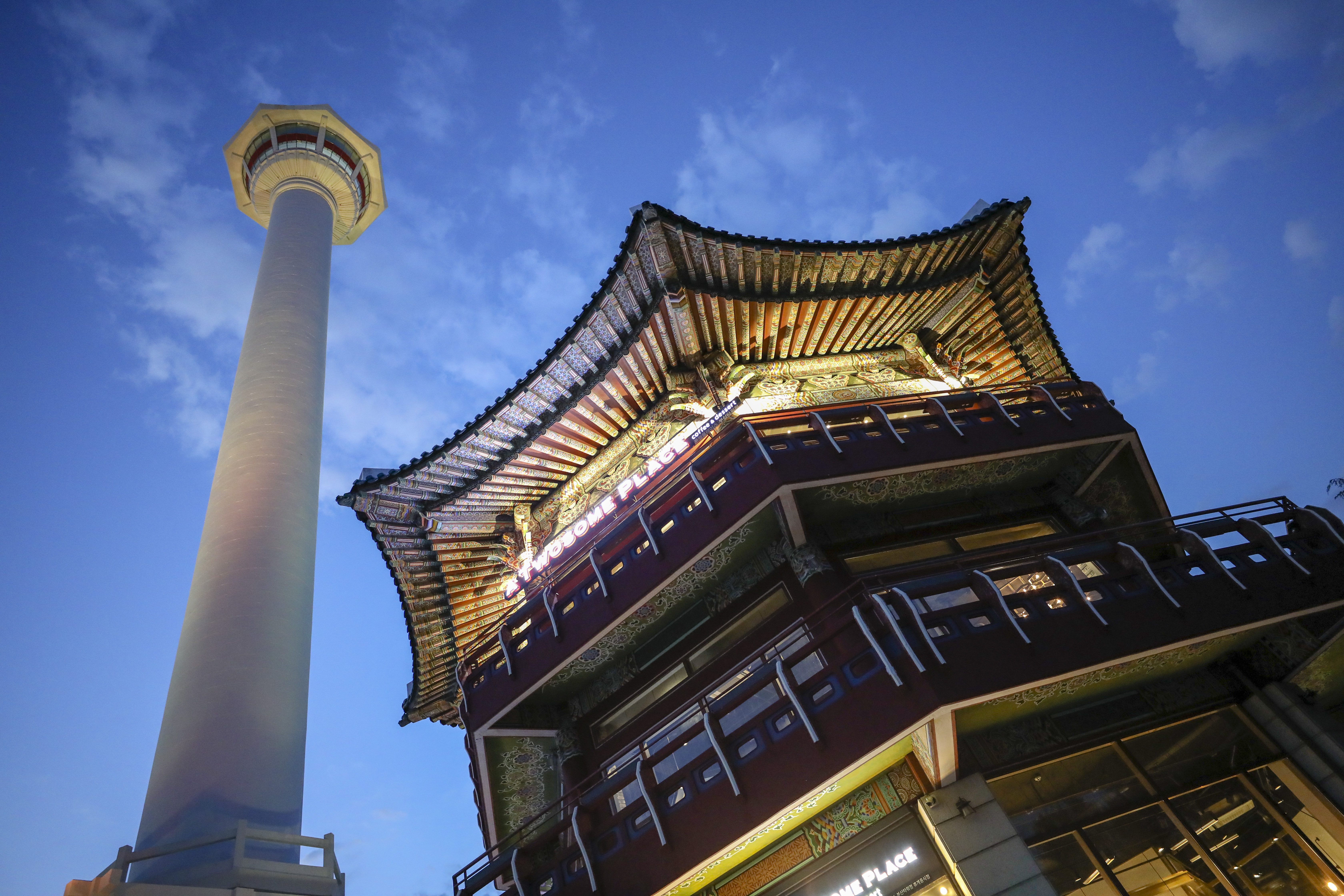
풍경

## 같이 보기
- 대한민국의 마천루 목록
- 부산광역시의 마천루 목록
- 부산 엑스더스카이
- 양산타워
- N서울타워
- 83타워